# Frysningsmetoder
Frysningsmetoder er en dansk dokumentarfilm fra 1945.

## Handling
Denne artikel mangler et handlingsreferat. Hjælp os med at skrive det.